# IBM 704

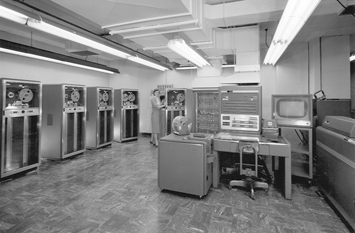
IBM 704

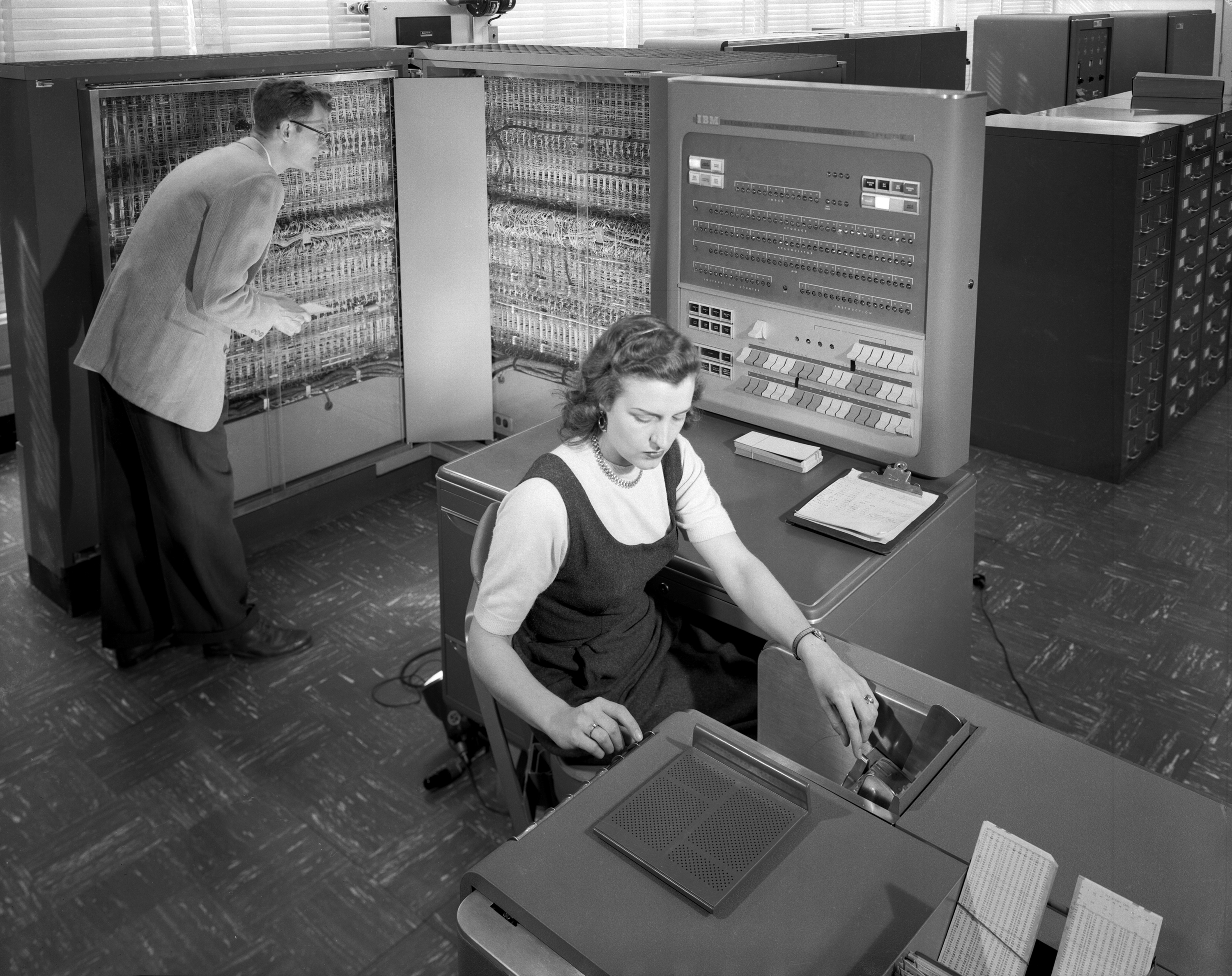
IBM 704 в NASA

IBM 704 — перший масовий комп'ютер з рухомою комою, представлений IBM у 1954. IBM 704 був значно поліпшений у порівнянні з IBM 701 з точки зору архітектури, а також мав несумісну реалізацію. З 1955 по 1960 було створено 123 різновиди IBM 704.

## Опис
IBM 704 виконував до 40 тис. операцій за секунду.
Для IBM 704 і його модифікацій були розроблені мови програмування Фортран і Лісп і перша програма комп'ютерної музики Макса Метьюза.

## Зміни порівняно з IBM 701
IBM 704 використовував пам'ять на магнітних осердях (замість трубок Вільямса) і мав додаткові три регістри індексів. Для підтримки цих нових можливостей був розширений набір інструкцій. Новий набір команд використовував 36-розрядні слова і став базовим для серії наукових комп'ютерів IBM 700/7000.

## Використання
1962 фізик Джон Ларі Келлі-молодший створив за допомогою комп'ютера IBM 704 одне з найвідоміших досягнень в історії Bell Labs — синтезатор мови. Вважається, що саме це досягнення показано в романі «Космічна Одіссея» Артура Кларка (HAL 9000).
Ед Торп використовував IBM 704 як інструмент дослідження ймовірності перемоги при розробці своєї теорії ігор. Теоретична модель була написана мовою Fortran.
IBM 704 використаний як офіційний трекер для операції Moonwatch Смітсонівської астрофізичної обсерваторії восени 1957 року. Для цього IBM надала чотирьох вчених, щоб допомогти в розрахунках орбіт супутників.